# Swiss Indoors
El Torneig de Basilea, conegut oficialment com a Swiss Indoors, és un torneig de tennis professional que es disputa anualment sobre pista dura al St. Jakobshalle de Basilea, Suïssa. Pertany a les sèries 500 del circuit ATP masculí.
Existeix una forta controvèrsia front aquest esdeveniment per ser l'únic torneig de tennis patrocinat per una tabaquera, concretament la marca suïssa Davidoff, pertanyent a la multinacional Imperial Tobacco. L'organització ha estat durament criticada perquè el patrocini provinent del tabac està prohibit dins la Unió Europea, tot i que Suïssa no pertany a aquesta comunitat. Des de la seva creació fins a l'any 2010 es va anomenar Davidoff Swiss Indoors.
El tennista local Roger Federer té el rècord amb sis títols d'un total d'onze finals disputades, nou d'elles consecutives.

## Palmarès

### Individual masculí
| Any  | Campió                                            | Finalista                                         | Resultat                                          |
| ---- | ------------------------------------------------- | ------------------------------------------------- | ------------------------------------------------- |
| 2024 | Giovanni Mpetshi Perricard                        | Ben Shelton                                       | 6−4, 7−6(4)                                       |
| 2023 | Félix Auger-Aliassime (2)                         | Hubert Hurkacz                                    | 7−6(3), 7−6(5)                                    |
| 2022 | Félix Auger-Aliassime                             | Holger Rune                                       | 6−3, 7−5                                          |
| 2021 | Torneig suspès a causa de la pandèmia de COVID-19 | Torneig suspès a causa de la pandèmia de COVID-19 | Torneig suspès a causa de la pandèmia de COVID-19 |
| 2020 | Torneig suspès a causa de la pandèmia de COVID-19 | Torneig suspès a causa de la pandèmia de COVID-19 | Torneig suspès a causa de la pandèmia de COVID-19 |
| 2019 | Roger Federer (10)                                | Alex de Minaur                                    | 6−2, 6−2                                          |
| 2018 | Roger Federer                                     | Marius Copil                                      | 7−6(5), 6−4                                       |
| 2017 | Roger Federer                                     | Juan Martín del Potro                             | 6−7(5), 6−4, 6−3                                  |
| 2016 | Marin Čilić                                       | Kei Nishikori                                     | 6−1, 7−6(5)                                       |
| 2015 | Roger Federer                                     | Rafael Nadal                                      | 6−3, 5−7, 6−3                                     |
| 2014 | Roger Federer                                     | David Goffin                                      | 6−2, 6−2                                          |
| 2013 | Juan Martín del Potro (2)                         | Roger Federer                                     | 7−6(3), 2−6, 6−4                                  |
| 2012 | Juan Martín del Potro                             | Roger Federer                                     | 6−4, 6−7(5), 7−6(3)                               |
| 2011 | Roger Federer                                     | Kei Nishikori                                     | 6−1, 6−3                                          |
| 2010 | Roger Federer                                     | Novak Đoković                                     | 6−4, 3−6, 6−1                                     |
| 2009 | Novak Đoković                                     | Roger Federer                                     | 6−4, 4−6, 6−2                                     |
| 2008 | Roger Federer                                     | David Nalbandian                                  | 6−3, 6−4                                          |
| 2007 | Roger Federer                                     | Jarkko Nieminen                                   | 6−3, 6−4                                          |
| 2006 | Roger Federer                                     | Fernando González                                 | 6−3, 6−2, 7−6(3)                                  |
| 2005 | Fernando González                                 | Markos Bagdatís                                   | 6−7(8), 6−3, 7−5, 6−4                             |
| 2004 | Jiří Novák                                        | David Nalbandian                                  | 5−7, 6−3, 6−4, 1−6, 6−2                           |
| 2003 | Guillermo Coria                                   | David Nalbandian                                  | Renúncia                                          |
| 2002 | David Nalbandian                                  | Fernando González                                 | 6−4, 6−3, 6−2                                     |
| 2001 | Tim Henman (2)                                    | Roger Federer                                     | 6−3, 6−4, 6−2                                     |
| 2000 | Thomas Enqvist                                    | Roger Federer                                     | 6−2, 4−6, 7−6(4), 1−6, 6−1                        |
| 1999 | Karol Kučera                                      | Tim Henman                                        | 6−4, 7−6(10), 4−6, 4−6, 7−6(2)                    |
| 1998 | Tim Henman                                        | Andre Agassi                                      | 6−4, 6−3, 3−6, 6−4                                |
| 1997 | Greg Rusedski                                     | Mark Philippoussis                                | 6−3, 7−6(6), 7−6(3)                               |
| 1996 | Pete Sampras                                      | Hendrik Dreekmann                                 | 7−5, 6−2, 6−0                                     |
| 1995 | Jim Courier                                       | Jan Siemerink                                     | 6−7(2), 7−6(5), 5−7, 6−2, 7−5                     |
| 1994 | Wayne Ferreira                                    | Patrick McEnroe                                   | 4−6, 6−2, 7−6(7), 6−3                             |
| 1993 | Michael Stich                                     | Stefan Edberg                                     | 6−4, 6−7(5), 6−3, 6−2                             |
| 1992 | Boris Becker                                      | Petr Korda                                        | 3−6, 6−3, 6−2, 6−4                                |
| 1991 | Jakob Hlasek                                      | John McEnroe                                      | 7−6(4), 6−0, 6−3                                  |
| 1990 | John McEnroe                                      | Goran Ivanišević                                  | 6−7, 4−6, 7−6, 6−3, 6−4                           |
| 1989 | Jim Courier                                       | Stefan Edberg                                     | 7−6, 3−6, 2−6, 6−0, 7−5                           |
| 1988 | Stefan Edberg (3)                                 | Jakob Hlasek                                      | 7−5, 6−3, 3−6, 6−2                                |
| 1987 | Yannick Noah (2)                                  | Ronald Agénor                                     | 7−6, 6−4, 6−4                                     |
| 1986 | Stefan Edberg                                     | Yannick Noah                                      | 7−6, 6−2, 6−7, 7−6                                |
| 1985 | Stefan Edberg                                     | Yannick Noah                                      | 6−7, 6−4, 7−6, 6−1                                |
| 1984 | Joakim Nyström                                    | Tim Wilkison                                      | 6−3, 3−6, 6−4, 6−2                                |
| 1983 | Vitas Gerulaitis                                  | Wojtek Fibak                                      | 4−6, 6−1, 7−5, 5−5, retirada                      |
| 1982 | Yannick Noah                                      | Mats Wilander                                     | 6−4, 6−2, 6−3                                     |
| 1981 | Ivan Lendl (2)                                    | José Luis Clerc                                   | 6−2, 6−3, 6−0                                     |
| 1980 | Ivan Lendl                                        | Björn Borg                                        | 6−3, 6−2, 5−7, 0−6, 6−4                           |
| 1979 | Brian Gottfried                                   | Johan Kriek                                       | 7−5, 6−1, 4−6, 6−3                                |
| 1978 | Guillermo Vilas                                   | John McEnroe                                      | 6−3, 5−7, 7−5, 6−4                                |
| 1977 | Björn Borg                                        | John Lloyd                                        | 6−4, 6−2, 6−3                                     |
| 1976 | Jan Kodeš                                         | Jiří Hřebec                                       | 6−4, 6−2, 6−3                                     |
| 1975 | Jiří Hřebec                                       | Ilie Năstase                                      | 6−1, 7−6, 2−6, 6−4                                |
| 1974 | Roger Taylor                                      | Petr Kanderal                                     | 6−4, 6−2                                          |
| 1973 | Jean-Claude Barclay                               | Leonardo Manta                                    | 6−3, 7−5                                          |
| 1972 | Michel Burgener                                   | Petr Kanderal                                     | 7−5, 4−6, 6-0                                     |
| 1971 | Jiri Zahradnicek                                  | Petr Kanderal                                     | 6−4, 5−7, 6−3                                     |
| 1970 | Klaus Berger                                      | Ernst Schori                                      | 6−3, 6−1                                          |

### Dobles masculins
| Any  | Campions                                          | Finalistes                                        | Resultat                                          |
| ---- | ------------------------------------------------- | ------------------------------------------------- | ------------------------------------------------- |
| 2024 | Jamie Murray John Peers                           | Wesley Koolhof Nikola Mektić                      | 6−3, 7−5                                          |
| 2023 | Santiago González Édouard Roger-Vasselin          | Hugo Nys Jan Zieliński                            | 6−7(8), 7−6(3), [10−1]                            |
| 2022 | Ivan Dodig Austin Krajicek                        | Nicolas Mahut Édouard Roger-Vasselin              | 6−4, 7−6(5)                                       |
| 2021 | Torneig suspès a causa de la pandèmia de COVID-19 | Torneig suspès a causa de la pandèmia de COVID-19 | Torneig suspès a causa de la pandèmia de COVID-19 |
| 2020 | Torneig suspès a causa de la pandèmia de COVID-19 | Torneig suspès a causa de la pandèmia de COVID-19 | Torneig suspès a causa de la pandèmia de COVID-19 |
| 2019 | Jean-Julien Rojer Horia Tecău                     | Taylor Fritz Reilly Opelka                        | 7−5, 6−3                                          |
| 2018 | Dominic Inglot Franko Škugor                      | Alexander Zverev Mischa Zverev                    | 6−2, 7−5                                          |
| 2017 | Ivan Dodig Marcel Granollers                      | Fabrice Martin Édouard Roger-Vasselin             | 7−5, 7−6(6)                                       |
| 2016 | Marcel Granollers Jack Sock                       | Robert Lindstedt Michael Venus                    | 6−3, 6−4                                          |
| 2015 | Alexander Peya Bruno Soares                       | Jamie Murray John Peers                           | 7−5, 7−5                                          |
| 2014 | Vasek Pospisil Nenad Zimonjić                     | Marin Draganja Henri Kontinen                     | 7−6(13), 1−6, [10−5]                              |
| 2013 | Treat Conrad Huey Dominic Inglot                  | Rohan Bopanna Oliver Marach                       | 6−3, 3−6, [10−4]                                  |
| 2012 | Daniel Nestor Nenad Zimonjić (2)                  | Treat Conrad Huey Dominic Inglot                  | 7−5, 6−7(4), [10−5]                               |
| 2011 | Michaël Llodra Nenad Zimonjić                     | Maks Mirni Daniel Nestor                          | 6−4, 7−5                                          |
| 2010 | Bob Bryan Mike Bryan (4)                          | Daniel Nestor Nenad Zimonjić                      | 6−3, 3−6, [10−3]                                  |
| 2009 | Daniel Nestor Nenad Zimonjić                      | Bob Bryan Mike Bryan                              | 6−3, 6−2                                          |
| 2008 | Mahesh Bhupathi Mark Knowles                      | Christopher Kas Philipp Kohlschreiber             | 6−3, 6−3                                          |
| 2007 | Bob Bryan Mike Bryan                              | James Blake Mark Knowles                          | 6−1, 6−1                                          |
| 2006 | Mark Knowles Daniel Nestor (2)                    | Mariusz Fyrstenberg Marcin Matkowski              | 4−6, 6−4, [10−8]                                  |
| 2005 | Agustín Calleri Fernando González                 | Stephen Huss Wesley Moodie                        | 7−5, 7−5                                          |
| 2004 | Bob Bryan Mike Bryan                              | Lucas Arnold Ker Mariano Hood                     | 7−6(9), 6−2                                       |
| 2003 | Mark Knowles Daniel Nestor                        | Lucas Arnold Ker Mariano Hood                     | 6−4, 6−2                                          |
| 2002 | Bob Bryan Mike Bryan                              | Mark Knowles Daniel Nestor                        | 7−6(1), 7−5                                       |
| 2001 | Ellis Ferreira Rick Leach                         | Mahesh Bhupathi Leander Paes                      | 7−6(3), 6−4                                       |
| 2000 | Donald Johnson Piet Norval                        | Roger Federer Dominik Hrbatý                      | 7−6(9), 4−6, 7−6(4)                               |
| 1999 | Brent Haygarth Aleksandar Kitinov                 | Jiří Novák David Rikl                             | 0−6, 6−4, 7−5                                     |
| 1998 | Olivier Delaître Fabrice Santoro                  | Piet Norval Kevin Ullyett                         | 6−3, 7−6                                          |
| 1997 | Tim Henman Marc Rosset                            | Karsten Braasch Jim Grabb                         | 7−6, 6−7, 7−6                                     |
| 1996 | Ievgueni Kàfelnikov Cyril Suk                     | David Adams Menno Oosting                         | 6−3, 6−4                                          |
| 1995 | Cyril Suk Daniel Vacek                            | Mark Keil Peter Nyborg                            | 3−6, 6−3, 6−3                                     |
| 1994 | Patrick McEnroe Jared Palmer                      | Lan Bale John-Laffnie de Jager                    | 6−3, 7−6                                          |
| 1993 | Byron Black Jonathan Stark                        | Neil Broad Gary Muller                            | 3−6, 7−5, 6−3                                     |
| 1992 | Tom Nijssen Cyril Suk                             | Karel Nováček David Rikl                          | 6−3, 6−4                                          |
| 1991 | Jakob Hlasek Patrick McEnroe                      | Petr Korda John McEnroe                           | 3−6, 7−6, 7−6                                     |
| 1990 | Stefan Kruger Christo van Rensburg                | Neil Broad Gary Muller                            | 4−6, 7−6, 6−3                                     |
| 1989 | Udo Riglewski Michael Stich                       | Omar Camporese Claudio Mezzadri                   | 6−3, 4−6, 6−0                                     |
| 1988 | Jakob Hlasek Tomáš Šmíd                           | Jeremy Bates Peter Lundgren                       | 6−3, 6−1                                          |
| 1987 | Anders Järryd Tomáš Šmíd                          | Stanislav Birner Jaroslav Navrátil                | 6−4, 6−3                                          |
| 1986 | Guy Forget Yannick Noah                           | Jan Gunnarsson Tomáš Šmíd                         | 7−6, 6−4                                          |
| 1985 | Tim Gullikson Tom Gullikson                       | Mark Dickson Tim Wilkison                         | 4−6, 6−4, 6−4                                     |
| 1984 | Pavel Složil Tomáš Šmíd (2)                       | Stefan Edberg Tim Wilkison                        | 7−6, 6−2                                          |
| 1983 | Pavel Složil Tomáš Šmíd                           | Stefan Edberg Florin Segărceanu                   | 6−1, 3−6, 7−6                                     |
| 1982 | Henri Leconte Yannick Noah                        | Fritz Buehning Pavel Složil                       | 6−2, 6−2                                          |
| 1981 | José Luis Clerc Ilie Năstase                      | Markus Günthardt Pavel Složil                     | 7−6, 6−7, 7−6                                     |
| 1980 | Kevin Curren Steve Denton                         | Bob Hewitt Frew McMillan                          | 6−7, 6−4, 6−4                                     |
| 1979 | Bob Hewitt Frew McMillan                          | Brian Gottfried Raúl Ramírez                      | 6−3, 6−4                                          |
| 1978 | Wojtek Fibak John McEnroe                         | Bruce Manson Andrew Pattison                      | 7−6, 7−5                                          |
| 1977 | Mark Cox Buster Mottram                           | John Feaver John James                            | 7−5, 6−4, 6−3                                     |
| 1976 | Frew McMillan Tom Okker                           | Jiří Hřebec Jan Kodeš                             | 6−4, 7−6, 6−4                                     |